# Juruá-Brüllaffe

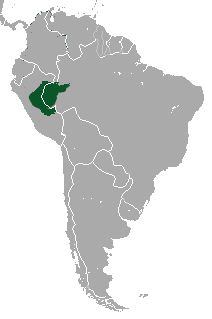
Das Verbreitungsgebiet des Juruá-Brüllaffen im westlichen Amazonasgebiet

Der Juruá-Brüllaffe (Alouatta juara) ist eine Primatenart aus der Gattung der Brüllaffen innerhalb der Klammerschwanzaffen (Atelidae). Er lebt im äußersten Westen des Amazonasbeckens im brasilianischen Bundesstaat Acre, im Westen des Bundesstaates Amazonas und im peruanischen Teil des Amazonasbeckens, erweitert man das Verbreitungsgebiet um die Form A. amazonica, so erweitert es sich nach Osten um das Gebiet zwischen Rio Japurá und Rio Negro.

## Merkmale
Der Juruá-Brüllaffe ist dunkel rotbraun gefärbt. Auf der Rückenmitte befindet sich eine hellere Zone mit einem matt gelblichroten oder sienafarbenen Farbeinschlag. Die Haare des Rückens sind gebändert, an der Basis dunkelrot, in der Mitte goldgelb und an der Spitze wieder dunkelrot. Arme und Beine sowie die Basis des Schwanzes sind dunkel rotbraun bis schwärzlich, der Rest des Schwanzes wird zur Spitze hin immer heller mit einem leicht goldgelben oder sienafarbenen Einschlag.
Der Juruá-Brüllaffe wird etwa so groß wie der Rote Brüllaffe (Alouatta seniculus), wobei Männchen größer und schwerer werden als die Weibchen. Bei im brasilianischen Teil des Verbreitungsgebietes vermessenen Exemplaren hatten die Männchen (n=28) ein durchschnittliches Gewicht von 7,62 kg, während die Weibchen (n=34) ein durchschnittliches Gewicht von 6,02 kg erreichten.

## Lebensraum und Lebensweise
Juruá-Brüllaffen leben in immergrünen, tropischen Regenwäldern und sind in der saisonal überfluteten Várzea häufiger als in den außerhalb der Überschwemmungsgebiete der Flüsse gelegenen Terra-Firme-Wäldern. Sie leben in Kleingruppen mit 4 bis 14 ausgewachsenen Tieren und einem Männchen und mehreren Weibchen mit ihren Jungtieren oder zwei Männchen (davon ein dominantes) mit Weibchen und Jungtieren und ernähren sich vor allem von Blättern, die etwa 70 % ihrer Nahrung ausmachen. Daneben werden Früchte, vor allem Feigen, Sprossen, Knospen, Blüten, Samen, Moose und gelegentlich auch Termiten verspeist.

## Systematik
Der Juruá-Brüllaffe wurde 1910 durch den US-amerikanischen Zoologen Daniel Giraud Elliot erstmals wissenschaftlich beschrieben. Er wurde nach seiner Terra typica benannt, die am peruanischen Abschnitt des Rio Juruá liegt. Der schwedische Zoologe Einar Lönnberg gab dem Juruá-Brüllaffen 1941 den Status einer Unterart des Roten Brüllaffen (Alouatta seniculus), was im 2013 erschienenen Primatenband des Handbook of the Mammals of the World, einem Standardwerk zur Mammalogie, so beibehalten wurde. Der brasilianische Biologe Renato Gregorin gab dem Juruá-Brüllaffen in seiner 2006 publizierten Untersuchung zur Verbreitung und Taxonomie brasilianischer Brüllaffen den Status einer eigenständigen Art und heute wird er bei der Internationalen Union zur Bewahrung der Natur (IUCN) und ihrer Primate Specialist Group als eigenständige Art gelistet. Die 1941 durch Lönnberg beschriebene Unterart Alouatta seniculus ssp. amazonica gilt heute als Synonymbeschreibung des Juruá-Brüllaffen.

## Gefährdung
Die IUCN schätzt den Bestand des Juruá-Brüllaffe als ungefährdet ein. Er kommt auch in zahlreichen Schutzgebieten vor, in Brasilien u. a. im Nationalpark Jaú und im Nationalpark Sierra del Divisor, in Peru in der Reserva Nacional Pacaya Samiria, im Nationalpark Manú und im Nationalpark Tingo María.

## Belege
1. 1 2 3  
A. B. Rylands & R. A. Mittermeier: Family Atelidae (Howlers, Spider and Woolly Monkeys and Muriquis). Seiten 525 in Russell A. Mittermeier, Anthony B. Rylands & Don E. Wilson: Handbook of the Mammals of the World - Volume: Primates. Lynx Editions, 2013 ISBN 978-8496553897
2. 1 2 3  
Renato Gregorin: Taxonomia e variação geográfica das espécies do gênero Alouatta Lacépède (Primates, Atelidae) no Brasil / Taxonomy and geographic variation of species of the genus Alouatta Lacépède (Primates, Atelidae) in Brazil. • Revista Brasileira de Zoologia 23 (1) • Mar 2006 • doi: 10.1590/S0101-81752006000100005
3. 1 2 3 4  
Boubli, J.P., Cortes-Ortíz, L., Mittermeier, R.A., Calouro, A.M. & Bicca-Marques, J.C. 2021. Alouatta juara (amended version of 2020 assessment). The IUCN Red List of Threatened Species 2021: e.T922A190422355. doi: 10.2305/IUCN.UK.2021-1.RLTS.T922A190422355.en. Abgerufen am 29. Juli 2022.
4. 1 2  
Einar Lönnberg: Notes on members of the genera Alouatta and Aotus. - Stockholm : Almqvist & Wiksell, 1941
5. ↑  Primates of the Neotropics